# سار موریس
سار موریس (نام علمی: Cryptopsar ischyrhynchus) گونه‌ای منقرض‌شده از سارها است که در سال ۲۰۱۴ بر اساس یک نیمه‌سنگواره توصیف شده‌است. این نیمه‌سنگواره در سال ۱۹۰۴ در جزیره موریس کشف شده‌بود اما بیش از صد سال در کشویی در موزه مانده و از یادها رفته‌بود تا این‌که دوباره کشف و توصیف شد.
خویشاوندی سار موریس به سار رودریگز نزدیک است تا به سار شانه‌به‌سر.